# Moerasvaren-elzenbroek
Het moerasvaren-elzenbroek (Thelypterido-Alnetum) is een associatie uit het verbond van elzenbroekbossen (Alnion glutinosae). De associatie omvat broekbossen op drijftillen en in afgesloten meanders, met overwegend zwarte els, moerasvaren, zeggen en veenmossen.

## Naamgeving en codering
- Syntaxoncode voor Nederland (rVvN): r42Aa01
- BWK-karteringscode: vm

De wetenschappelijke naam Thelypterido-Alnetum is afgeleid van de botanische namen van twee kensoorten, de moerasvaren (Thelypteris palustris) en de zwarte els (Alnus glutinosa).

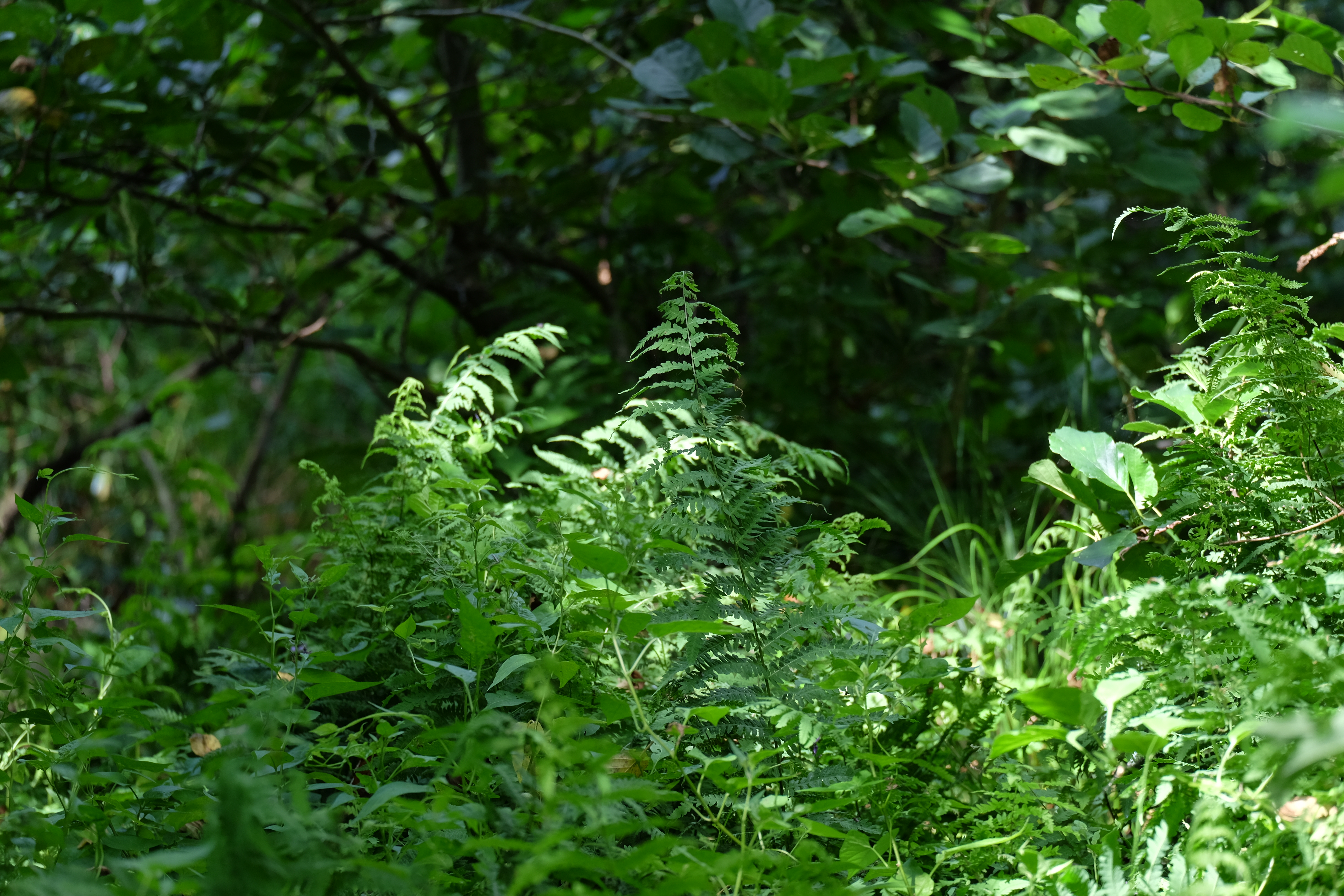
Een close-up van de kruidlaag, met onder andere de naamgevende moerasvaren. Bovenaan ziet men ook nog de andere naamgevende soort, de zwarte els.

## Fysiognomie
Door de onstabiele bodem blijft de vegetatie tamelijk laag. De boomlaag wordt ten hoogste 12 m hoog en bestaat praktisch volledig uit zwarte els, later aangevuld met zachte berk. De struiklaag varieert, ze kan plaatselijk zeer dicht zijn en op andere plaatsen ontbreken.
De kruidlaag wordt meestal gedomineerd door zeggen, maar kan eveneens zeer bloemenrijk zijn.
De moslaag is aanwezig en bestaat uit veenmossen en andere bladmossen.

## Ecologie

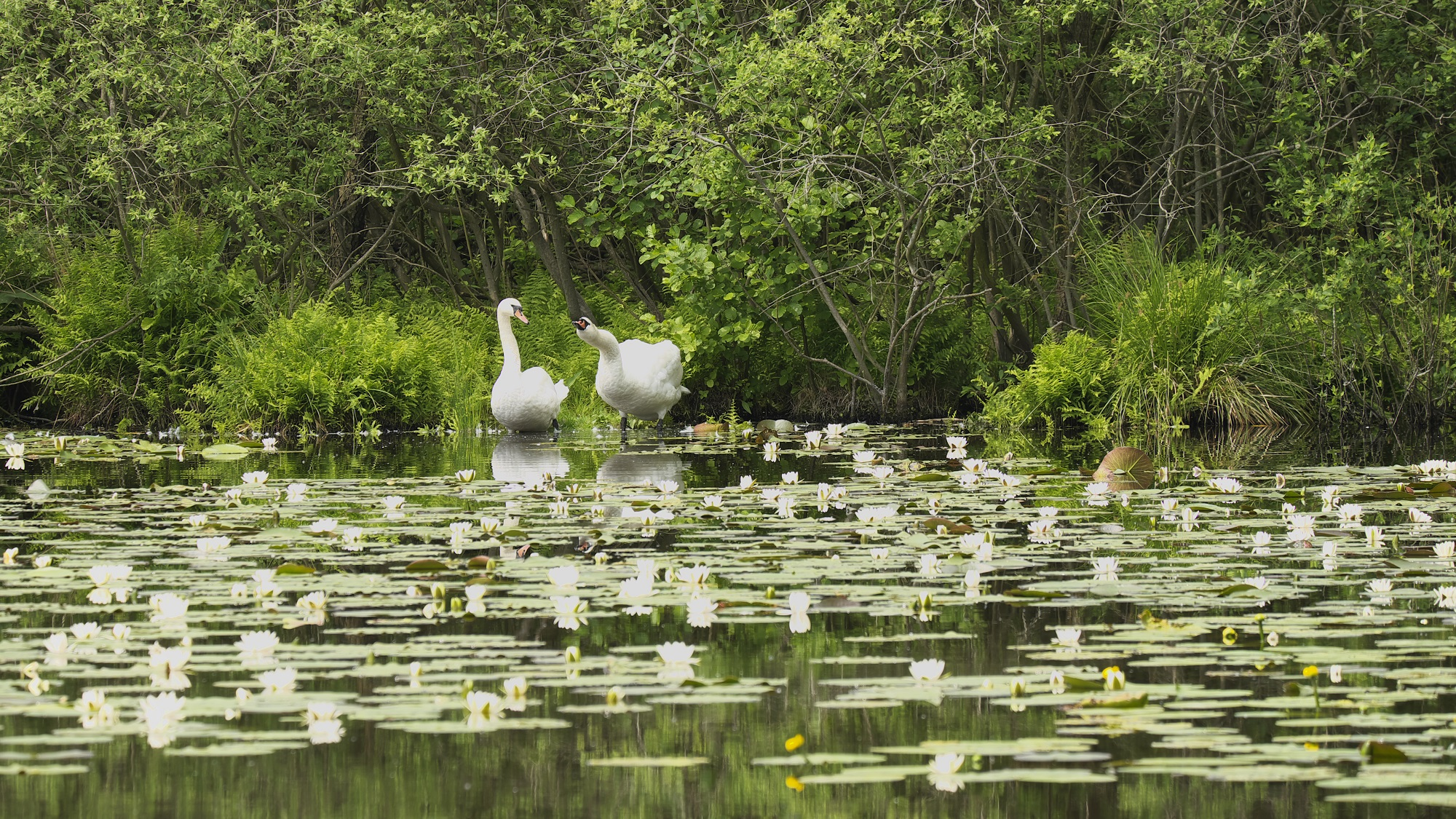
Moerasvaren-elzenbroek in direct contact met open water met de associatie van witte waterlelie en gele plomp.

Het moerasvaren-elzenbroek is een bostype van natte standplaatsen op een venige bodem, die meestal bestaat uit een drijvende mat van wortels en organisch materiaal. De grondwatertafel daalt slechts bij uitzondering meer dan 20 cm onder het maaiveld.
De associatie is te vinden op drijftillen en op de oevers van plassen en drassige plaatsen in laagveengebieden en in afgesneden (beek)meanders.
Moerasvaren-elzenbroeken ontstaan spontaan uit broekstruwelen van de klasse van wilgenbroekstruwelen of rechtstreeks uit rietmoeras van de riet-klasse. Ze evolueren naargelang van de dikte van de drijftil verder naar het elzenzegge-elzenbroek, als er contact met de minerale bodem ontstaat, of het zompzegge-berkenbroek.

## Subassociaties in Nederland en Vlaanderen
Binnen het moerasvaren-elzenbroek worden in Nederland en Vlaanderen twee subassociaties onderscheiden.

### Typische subassociatie
Een typische subassociatie (Thelypterido-Alnetum typicum) zonder differentiërende taxa. De syntaxoncode voor Nederland (rVvN) is r42Aa01a.

### Subassociatie met veenmossen
Een subassociatie met veenmossen (Thelypterido-Alnetum sphagnetosum) met een hogere abundantie van veenmossen (Sphagnum sp.) zoals gewoon veenmos, haakveenmos en gewimperd veenmos, die voorkomt op plaatsen waar de pH onder 5.0 daalt. De syntaxoncode voor Nederland (rVvN) is r42Aa01b.

### Subassociatie met oeverzegge
Een subassociatie met oeverzegge (Thelypterido-Alnetum caricetosum ripariae) aan de rand van drijftillen waarin, door contact met eutroof grondwater, weinig mossen maar meer grauwe wilg en oeverzegge (Carex riparia) groeit. De syntaxoncode voor Nederland (rVvN) is r42Aa01c.

## Verspreiding
Het moerasvaren-elzenbroek is in verspreiding in hoofdzaak beperkt tot Nederland, met voorbeelden in Groot-Brittannië, Noord-Duitsland, Polen en Tsjechië.
In Nederland komt ze nagenoeg alleen voor in het Laagveendistrict, daarbuiten enkel in afgesneden beek- en riviermeanders.

## Diagnostische taxa voor Nederland en Vlaanderen
De associatie heeft slechts één specifieke kensoort, de moerasvaren. Het moerasvaren-elzenbroek heeft weinig soorten gemeen met bossen van drogere bodems, enkel de smalle en brede stekelvaren zijn gemeenschappelijk. De meeste soorten uit de kruidlaag zijn typische moerasplanten, zoals  hennegras, gele lis, riet, melkeppe en grote kattenstaart.
Differentiërend tegenover het verwante elzenzegge-elzenbroek zijn riet, pluimzegge, moeraswederik en oeverzegge en mossen als haakveenmos en gewoon kantmos.
In de onderstaande synoptische tabel staan de belangrijkste diagnostische taxa.

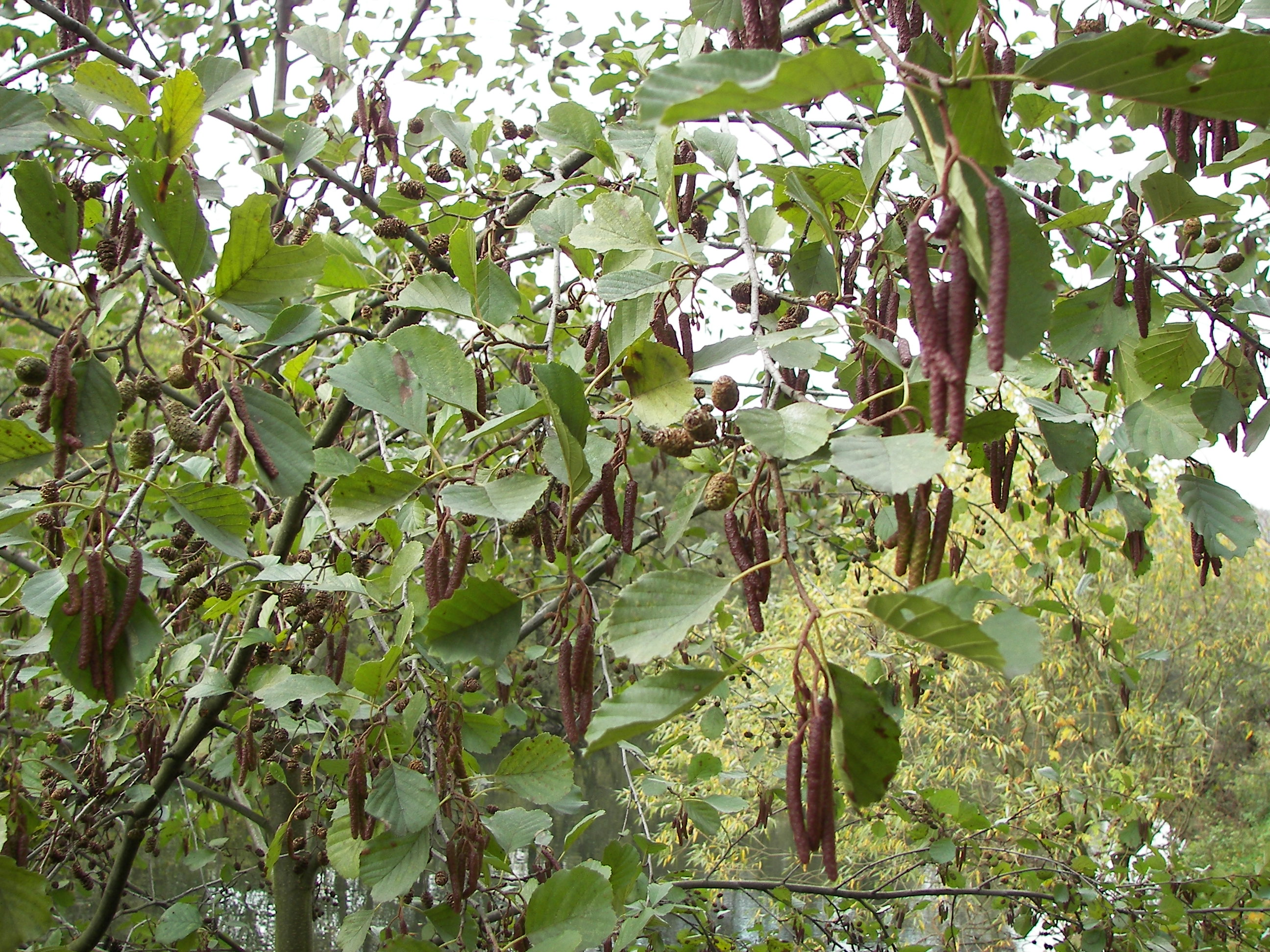
Zwarte els

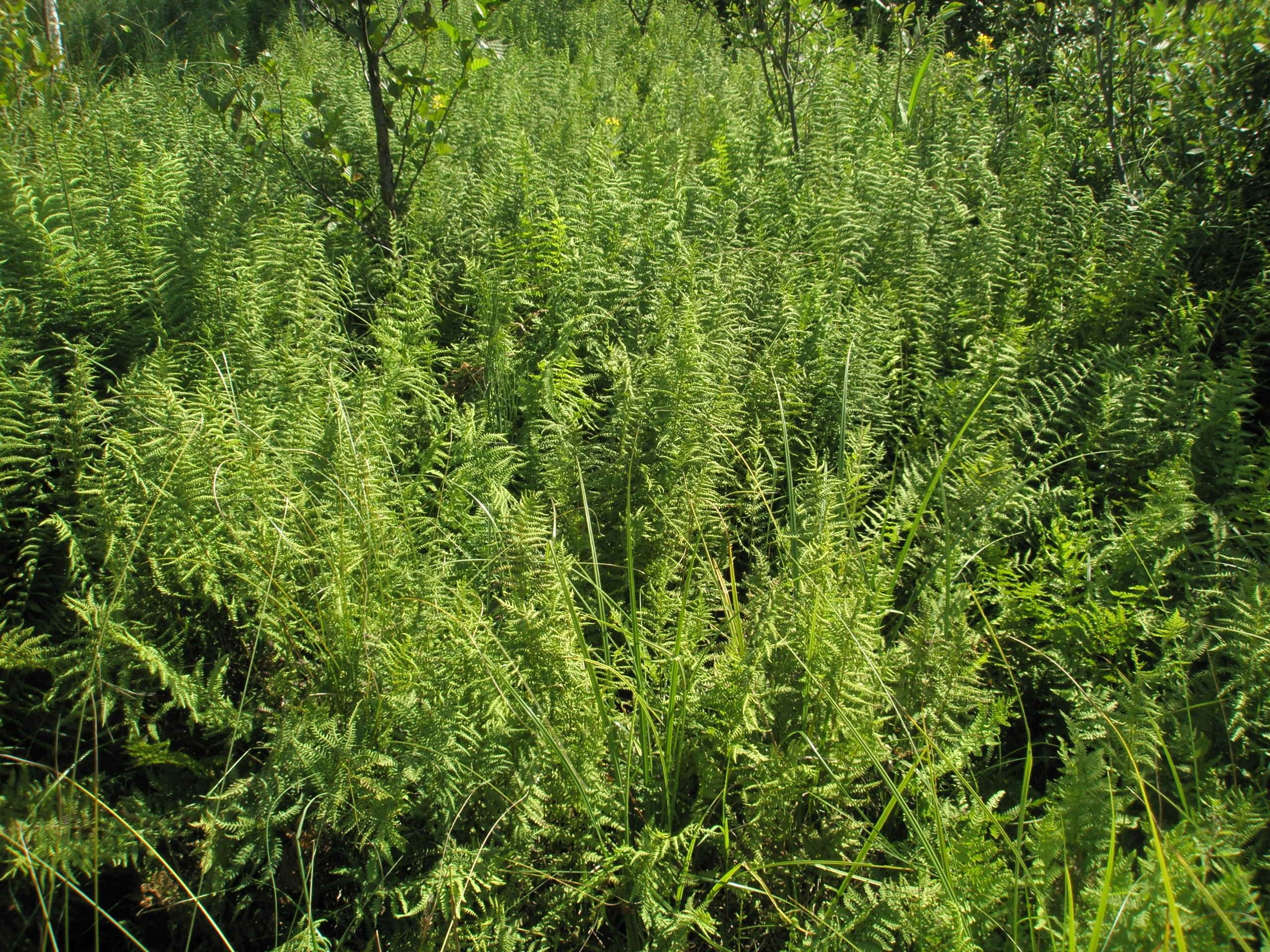
Moerasvaren

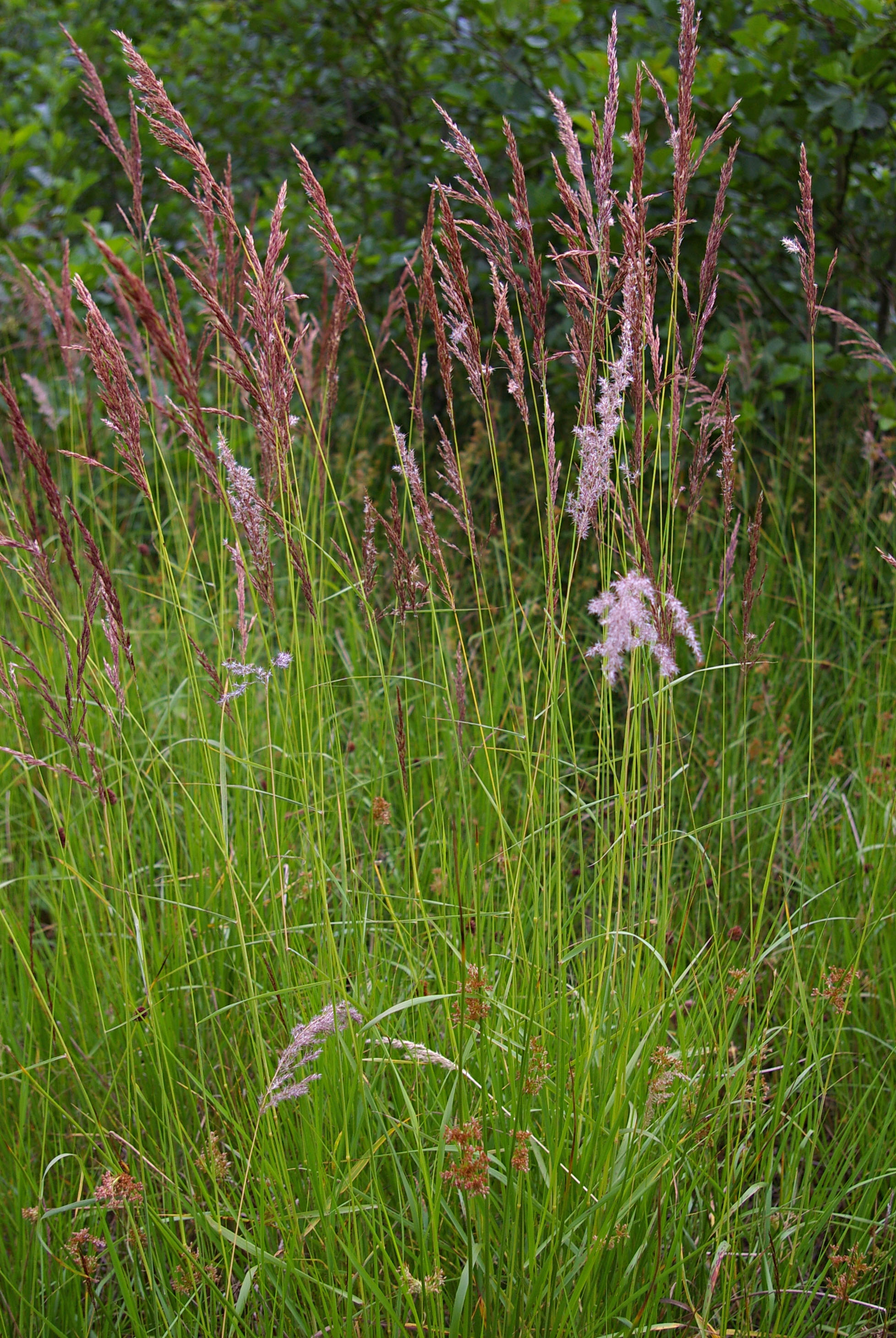
Hennegras

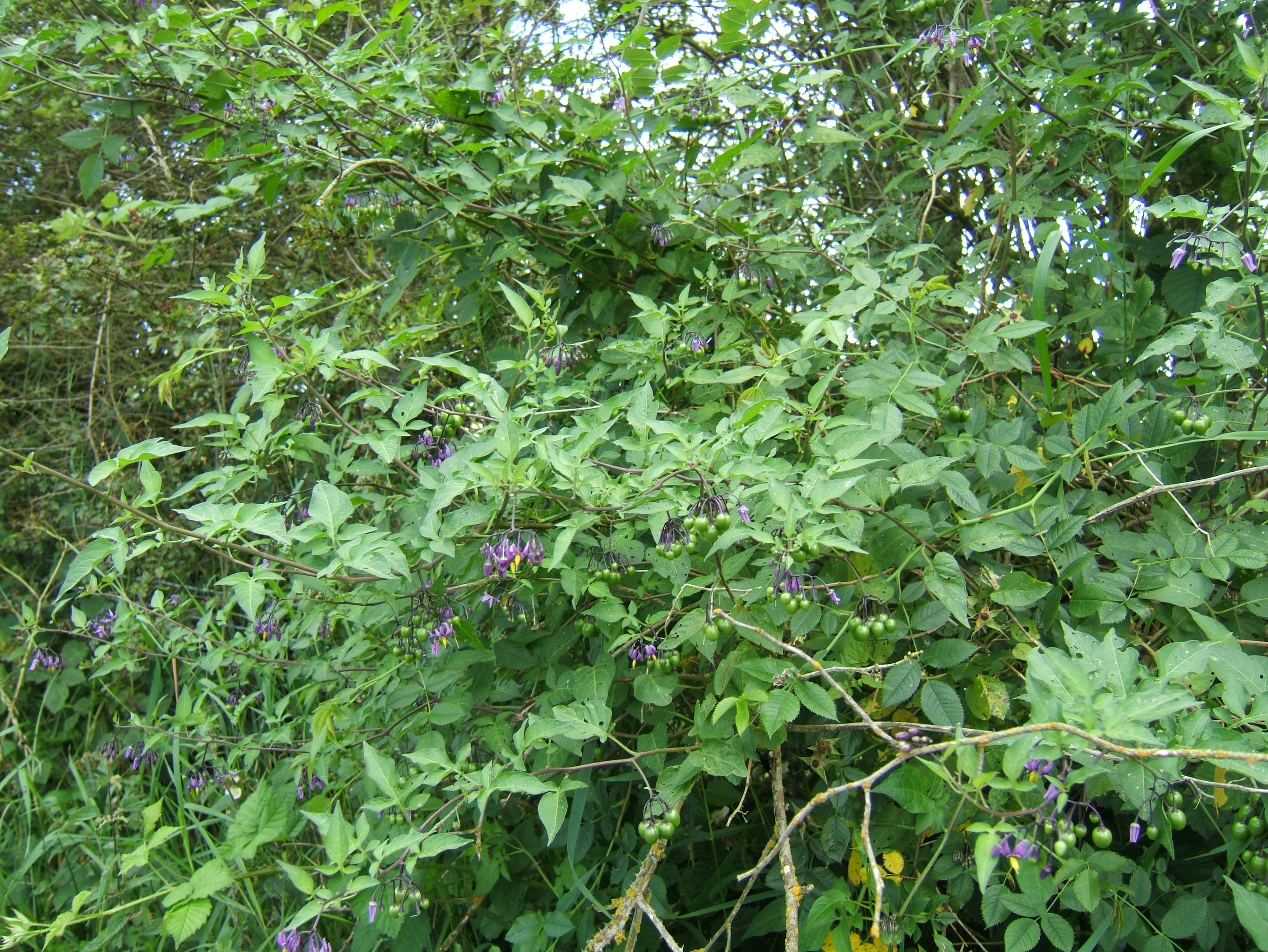
Bitterzoet

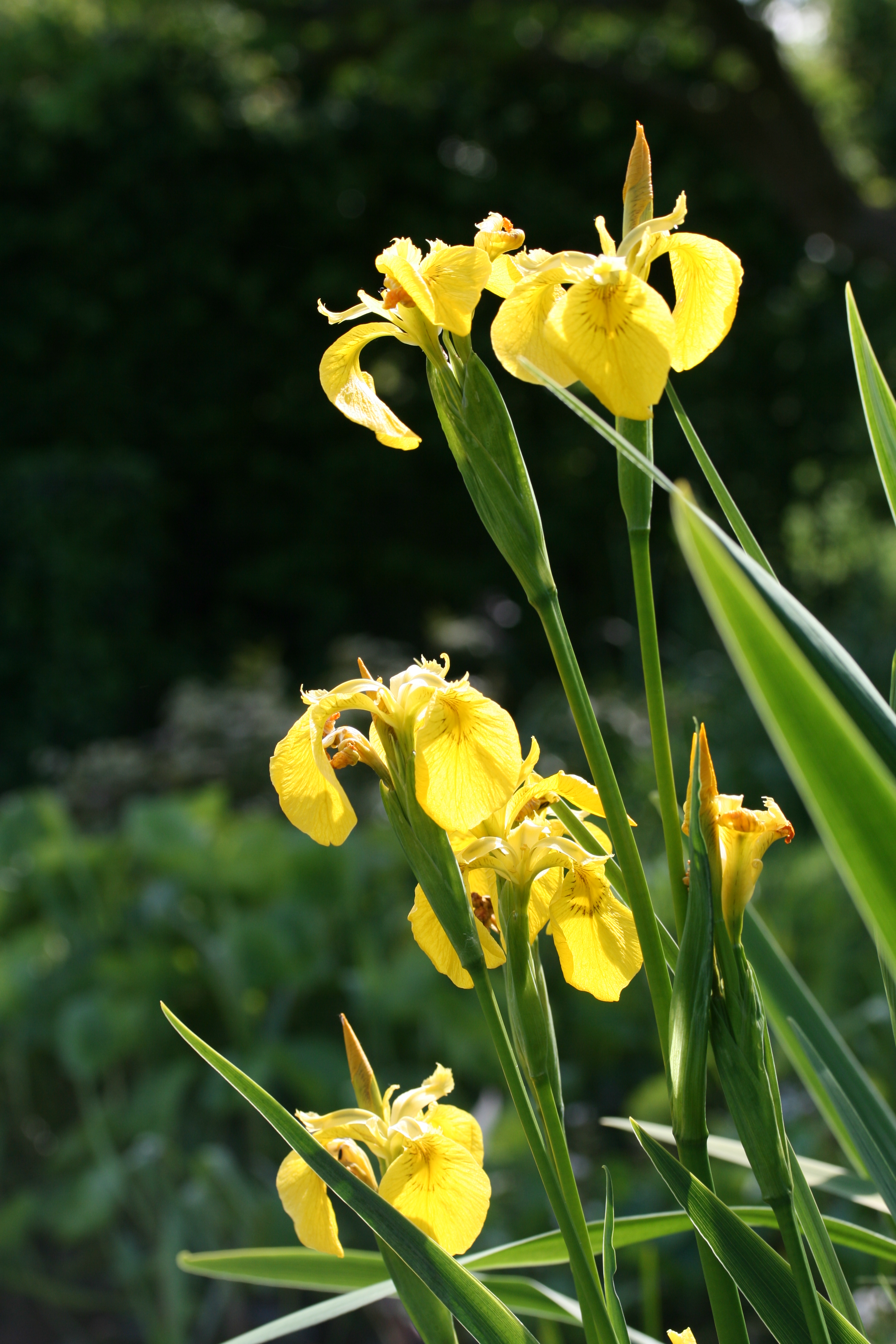
Gele lis

Boomlaag
| Kentaxon | Diff.soort | Presentie | Triviale naam | Botanische naam | Opmerking |
| -------- | ---------- | --------- | ------------- | --------------- | --------- |
| kK       |            | 100%      | zwarte els    | Alnus glutinosa |           |

Struiklaag
| Kentaxon | Diff.soort | Presentie | Triviale naam         | Botanische naam    | Opmerking |
| -------- | ---------- | --------- | --------------------- | ------------------ | --------- |
|          |            | > 40%     | grauwe wilg           | Salix cinerea      |           |
|          |            | > 30%     | wilde lijsterbes      | Sorbus aucuparia   |           |
|          |            | > 20%     | geoorde × grauwe wilg | Salix ×multinervis |           |
|          |            | < 10%     | zwarte bes            | Ribes nigrum       |           |

Kruidlaag
| Kentaxon | Diff.soort | Presentie | Triviale naam      | Botanische naam         | Opmerking |
| -------- | ---------- | --------- | ------------------ | ----------------------- | --------- |
| kA       |            | > 80%     | moerasvaren        | Thelypteris palustris   |           |
| kK       |            | > 70%     | hennegras          | Calamagrostis canescens |           |
|          |            | > 80%     | bitterzoet         | Solanum dulcamara       |           |
|          |            | > 60%     | gele lis           | Iris pseudacorus        |           |
|          | dA         | > 50%     | echt riet          | Phragmites australis    |           |
|          |            | > 50%     | melkeppe           | Peucedanum palustre     |           |
|          | dA         | > 50%     | pluimzegge         | Carex paniculata        |           |
|          |            | > 50%     | grote kattenstaart | Lythrum salicaria       |           |
|          |            | > 40%     | grote wederik      | Lysimachia vulgaris     |           |
|          |            | > 40%     | smalle stekelvaren | Dryopteris carthusiana  |           |
|          | dA         | > 40%     | moeraswederik      | Lysimachia thyrsiflora  |           |
|          | dA         | > 40%     | oeverzegge         | Carex riparia           |           |
|          |            | > 40%     | moeraszegge        | Carex acutiformis       |           |
|          |            | > 30%     | brede stekelvaren  | Dryopteris dilatata     |           |
|          |            | > 30%     | gewone braam       | Rubus fruticosus        |           |
|          |            | > 30%     | kale jonker        | Cirsium palustre        |           |
|          |            | > 30%     | haagwinde          | Convolvulus sepium      |           |
|          |            | > 30%     | moeraswalstro      | Galium palustre         |           |
|          |            | > 30%     | koninginnekruid    | Eupatorium cannabinum   |           |
|          |            | > 30%     | wolfspoot          | Lycopus europaeus       |           |
|          |            | > 20%     | watermunt          | Mentha aquatica         |           |

Moslaag
| Kentaxon | Diff.soort | Presentie | Triviale naam     | Botanische naam            | Opmerking |
| -------- | ---------- | --------- | ----------------- | -------------------------- | --------- |
|          |            | > 80%     | gewoon sterrenmos | Mnium hornum               |           |
|          |            | > 60%     | fijn laddermos    | Kindbergia praelonga       |           |
|          |            | > 50%     | gewoon dikkopmos  | Brachythecium rutabulum    |           |
|          |            | > 40%     | gewoon puntmos    | Calliergonella cuspidata   |           |
|          | dA         | > 40%     | haakveenmos       | Sphagnum squarrosum        |           |
|          | dA         | > 30%     | gewoon kantmos    | Lophocolea bidentata       |           |
|          |            | > 30%     | gewimperd veenmos | Sphagnum fimbriatum        |           |
|          |            | > 30%     | glanzend platmos  | Plagiothecium denticulatum |           |
|          | dA         | > 30%     | gedrongen kantmos | Lophocolea heterophylla    |           |
|          | dA         | > 20%     | moerasbuidelmos   | Calypogeia fissa           |           |
|          | dA         |           | lippenmos         | Chiloscyphus polyanthos    |           |

## Fotogalerij

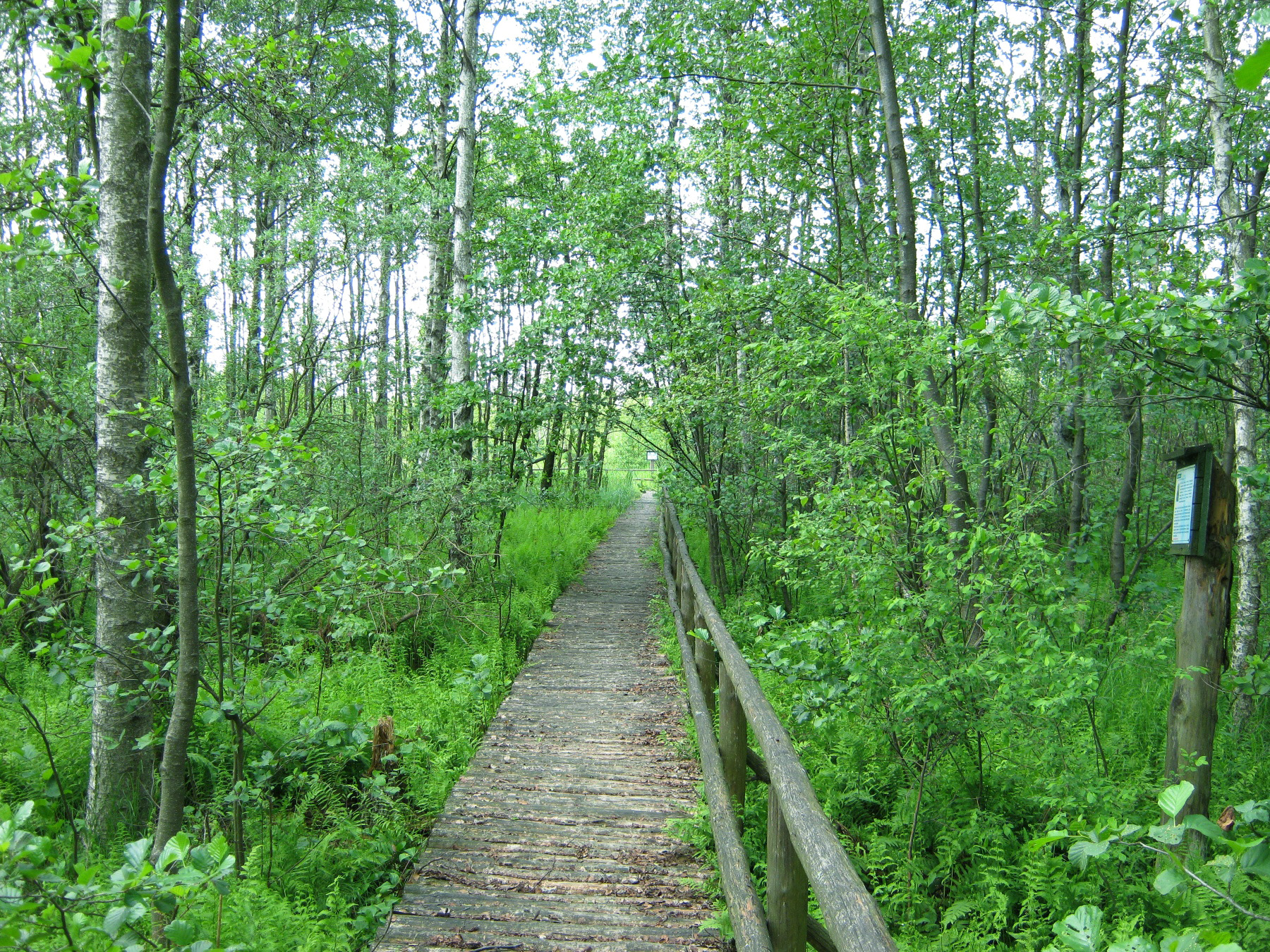
Een vlonderpad door een moerasvaren-elzenbroek